# 前田吉德
前田吉德（日语：〔〕／ Maeda Yosinori，1690年9月10日—1745年7月11日），加賀藩第五代藩主。父親是第四代藩主前田綱紀，母親是綱紀的側室町姬（三田村氏預玄院）。乳名勝丸、犬千代，通稱又左衛門。諱利舉，後改利興。元服時得將軍德川綱吉下賜偏諱，改名吉治，享保8年（1723年），繼承家督時改名吉德。正室是德川綱吉的養女光現院松姬，松姬的實父是尾張國尾張藩（名古屋藩、尾張德川家）三代藩主德川綱誠。
出生於元祿三年（1690年），是父親綱紀的三子。當時綱紀已經四十七歲了，前面有兩個兄長早逝，所以被當作是繼承人。享保八年（1723年），父親綱紀讓位給吉德後隱居，翌年，享保九年（1724年）父親去世。
吉德和父親綱紀一樣，專心致力藩政改革。吉德重用足輕大槻傳藏進行改革。在吉德出生的前一年，加賀藩因為綱紀的改革而得到五代將軍綱吉的高規格待遇（可媲美對德川御三家的待遇），成為一百萬石的大藩，國內的藩政逐漸穩定。不過，因為成為百萬石的大藩的關係，所要支出的費用也增加，藩中的財政逐漸吃緊。這是綱紀的治世末期到吉德繼任開始出現的問題，之後自然越來越難隱瞞這件事。
大槻開始主導改革。如制定儉樸節約，公費的節減，米相場新投機方法的設置。並且推行新的稅等改革。根據此財政改革，確實讓加賀藩的財政恢復到某種程度，成功了一部份。因為大槻這個功勞，使得吉德十分信任大槻傳藏，大槻佑開始主導藩政改革。可是，藩內的保守派和門閥層因為儉樸節約的限制和對大槻的嫉妒而積了不少怨氣。
延享二年（1745年），吉德逝世，享年五十六歲。繼承者是和側室於以與之方（淨珠院上坂氏）之間所生的嫡長子前田宗辰。另外，大槻傳藏在吉德死後的隔年垮台。而吉德和大槻的改革，也成為了日後加賀騷動的遠因。

## 官職位階履歷
※日期＝舊曆
- 元祿十五年（1702年）二月，成為藩主繼承人。改名為利興。六月九日，元服，將軍德川綱吉下賜一字，改名為吉治。任正四位下左近衛權少將兼若狹守。
- 享保八年（1723年）五月六日，成為藩主。六月十五日，遷任加賀守。左近衛權少將如元。八月十八日，轉任左近衛權中將。加賀守如元。
- 元文五年（1740年）十一月一日，補任參議。十一月十六日，改名為吉德。

## 家系
- 父：前田綱紀
- 母：三田村町姬

### 妻妾
- 正室：光現院  松姬（德川氏）
- 側室：淨珠院  於以與之方（上坂氏）
- 側室：心鏡院  於民之方（鏑木氏）
- 側室：善良院  於縫之方（奧泉氏）
- 側室：実成院  於流瀨之方（辻氏）
- 側室：壽春（清）院  於夏之方（園田氏）
- 側室：真如院

### 子女
十子八女一養女

#### 子
- 長子：宗辰（1725年~1747年），母於以與之方，六代藩主
- 二子：重熙（1729年~1753年），母於民之方，七代藩主
- 三子：利和，母真如院。村井長堅養子，異說四子。傳為真如院和大槻的私生子，實際上真的是吉德的兒子
- 五子：重靖（1735年~1753年），母於縫之方，八代藩主
- 六子：五十八郎，母真如院。二十一歲時去世
- 七子：重教（1741年~1786年），母於流瀨之方，九代藩主
- 八子：利實
- 十子：治修（1745年~1810年），母於夏之方，十代藩主

#### 女
- 二女：總，一說叫聰。富山藩主前田利幸室
- 四女：楊，（1737年~1762年），秋田藩主佐竹義真室，盛徳院
- 五女：益，一歲時早夭
- 女：喜代，廣島藩主淺野宗恒室
- 女：繁（?~1750年），南部利雄室，玉台院
- 女：暢，酒井忠宣室